# Kedungjeruk (Mojogedang)
Kedungjeruk is een bestuurslaag in het regentschap Karanganyar van de provincie Midden-Java, Indonesië. Kedungjeruk telt 5542 inwoners (volkstelling 2010).